# 八色鸫科
八色鸫科（学名：Pittidae）是鸟纲雀形目中的一个科，包括大约30多种鸟类，大多分布在亚洲和澳洲，少数分布在非洲。不同物种的八色鸫的形态和栖息地都十分类似，通常会被归入单一的八色鸫属中。但在2009年，该科物种被重新划为了三属：八色鸫属（Pitta）、红胸八色鸫属（Erythropitta）和蓝八色鸫属（Hydrornis）。